# Oranges & Lemons (album)
Oranges & Lemons (1989) è il nono album degli XTC. Il titolo è una citazione di una popolare filastrocca inglese e fa riferimento alla difficile situazione economica del gruppo in quel periodo.

## Il disco
Nono disco della band di Swindon (secondo disco doppio), pubblicato il 27 febbraio 1989, raggiunge il 28º posto nelle classifiche inglesi, il 44° in quelle statunitensi (Billboard album chart) e il 1° nella classifica degli album alternativi dei college americani.
Nel 2015 viene pubblicata una expanded edition del disco, che include un nuovo mixaggio curato da Steven Wilson.

## Formazione
- Andy Partridge - voce e chitarra
- Colin Moulding - voce e basso
- Dave Gregory - chitarra, tastiere e cori

### Altri musicisti
- Pat Mastelotto - batteria
- Paul Fox - tastiere
- Mark Isham - ottoni

## Tracce
Disco 1 Lato A
1. Garden of Earthly Delights (Andy Partridge) – 5:03
2. The Mayor of Simpleton (Partridge) – 3:58
3. King for a Day (Colin Moulding) – 3:38
4. Here Comes President Kill Again (Partridge) – 3:35

Disco 1 Lato B
1. The Loving (Partridge) – 4:11
2. Poor Skeleton Steps Out (Partridge) – 3:28
3. One of the Millions (Moulding) – 4:42
4. Scarecrow People (Partridge) – 4:13

Disco 2 Lato A
1. Merely a Man (Partridge) – 3:27
2. Cynical Days (Moulding) – 3:18
3. Across This Antheap (Partridge) – 4:52

Disco 2 Lato B
1. Hold Me My Daddy (Partridge) – 3:48
2. Pink Thing (Partridge) – 3:48
3. Miniature Sun (Partridge) – 3:57
4. Chalkhills and Children (Partridge) – 4:52